# آیسک
شهر آیَسْک، مرکز بخش آیسک در شهرستان سرایان در استان خراسان جنوبی می‌باشد. شهر آیسک در مسیر جاده ارتباطی شهرهای فردوس، سرایان و بیرجند قرار دارد.

## موقعیت
شهر آیسک، در شرق ایران، شمال استان خراسان جنوبی و در فاصله ۱۳ کیلومتری شهر سرایان و ۲۲ کیلومتری جنوب شرقی شهر فردوس قرار دارد.

## جمعیت
بر پایه سرشماری عمومی نفوس و مسکن در سال ۱۳۹۵ جمعیت این شهر ۵٬۱۴۳ نفر (در ۱٬۶۳۹ خانوار) بوده‌است. مردم آیسک، شیعه بوده و به گویش تونی صحبت می‌کنند.
جمعیت افزایش یافته ۶۰۰۰

## آثار تاریخی
- محوطه کله کوب
- آب‌انبار کمال
- آب‌انبار محمد باقران
- تپه حصار آیسک
- بقعه پیر بابا محمد حسن آیسک

## جستارهایی وابسته
- شهرستان فردوس
- شهرستان سرایان